# جيروم منسي
جيروم منسي (بالإنجليزية: Jerome Mincy) من مواليد 10 أكتوبر عام 1964، في بورتوريكو، هو لاعب كرة سلة من بورتوريكو بدأ مسيرته الاحترافية في سنة 1982 يلعب في دوري بورتوريكو لكرة السلة. مثّل منتخب بلاده. شارك في مسابقة كرة السلة في الألعاب الأولمبية الصيفية. اعتزل اللعب في عام 2002.

## الميداليات
| الميدالية | المسابقة                             |
| --------- | ------------------------------------ |
| فضية      | بطولة أمم الأمريكتين لكرة السلة 1988 |
| ذهبية     | بطولة أمم الأمريكتين لكرة السلة 1989 |
| ذهبية     | بطولة أمم الأمريكتين لكرة السلة 1995 |
| فضية      | بطولة أمم الأمريكتين لكرة السلة 1997 |

## روابط خارجية
- جيروم منسي على موقع الاتحاد الدولي لكرة السلة (الإنجليزية)
- جيروم منسي على موقع سبورتس رفرنس (الإنجليزية)
- جيروم منسي على موقع كرة السلة الأوروبية.كوم (الإنجليزية)
- جيروم منسي على موقع كلية كرة السلة في سبورتس رفرنس.كوم (الإنجليزية)
- جيروم منسي على موقع ريلجم (الإنجليزية)
- جيروم منسي على موقع بروبوليرز (الإنجليزية)
- جيروم منسي على موقع سبورتس رفرنس (الإنجليزية)
- جيروم منسي على موقع أوليمبيديا (الإنجليزية)